# سمير قعوار
سمير فرحان خليل قعوار (أبو زيد؛ 1934 في السلط – 7 أكتوبر 2024 في عمّان)، مهندس وسياسي ووزير وبرلماني أردني.

## نشأته وتحصيله العلمي
وُلد سمير فرحان خليل قعوار في مدينة السلط الأردنية عام 1934. تخرج من معهد خضوري في مدينة طولكرم الفلسطينية، ثم تخرج من جامعة أريزونا الأمريكية عام 1959، وحصل على الماجستير في الهندسة الميكانيكية من جامعة كنساس الأمريكية عام 1961.

## مناصبه
- وزير المياه والري الأردني.[4]
- وزير النقل الأردني.[4]
- عضو مجلس النواب الأردني.[5]
- عضو مجلس الأعيان الأردني.[5]
- عضو مجلس الأمة الأردني.

## تكريمه
في 2013، كرمته جامعة فلسطين التقنية (خضوري) كونه من الرواد الأوائل من خريجيها.